# Istedløven
Istedløven (på tysk kaldet der Idstedt-Löwe) er en skulptur, der forestiller en siddende løve. Den er skabt af den danske billedhugger H.W. Bissen i 1859-60 til minde om Slaget på Isted Hede i 1850. Den blev opstillet på Flensborg Gamle Kirkegård 1862, men blev efter nederlaget i 1864 som krigsbytte ført til Berlin, hvor den blev opstillet ved det preussiske kadetakademi i Berlin-Lichterfelde.
Efter et initiativ af Henrik V. Ringsted, korrespondent for Politiken, blev statuen i 1945 tilbagegivet til Danmark af USA's forsvar, der transporterede statuen til København, hvor den blev overgivet til Christian 10. Statuen blev placeret uden for Tøjhusmuseets gård. Den 10. september 2011 vendte Istedløven tilbage til sin oprindelige plads i Flensborg.

## Indvielsen i Flensborg
Løven blev afsløret på 12-årsdagen for Slaget ved Isted, den 25. juli 1862. Finansieringen var sket ved en pengeindsamling. Mindesmærket blev rejst nord for den store gravhøj, der kort forinden var anlagt på det sted på kirkegården, hvor mange af de faldne krigere var stedt til hvile.
Hovedtalen ved mindesmærkets afsløring blev afholdt af professor H.N. Clausen, og Studenter-Sangforeningen fra København sang flere sange.
På granitsokkelens sider var fæstet fire portrætmedaljoner af generalerne Helgesen, Schleppegrell, Krogh, samt oberst Læssøe. Forsiden bar indskriften: Isted / Den 25. Juli 1850 / Det danske Folk rejste dette Minde.
På bagsiden af fodstykket fandtes Carl Plougs vers:
Trofaste Kæmper i Farens Stund

mandigt har værget vor Odelsgrund.

Troskab skal Vagt ved Graven være,

Manddom skal skærme Arv og Ære.

## Løvens fald
Efter de preussiske troppers indmarch i vinteren 1864 i Flensborg under den 2. Slesvigske Krig, blev løven den 28. februar væltet af soklen af slesvig-holstenere. Løven blev stærkt beskadiget, og hovedet faldt helt af. Preussiske tropper forhindrede yderligere skader og transporterede i 1867 løven til Berlin, hvor den 9. februar 1868 blev opstillet i Zeughaus og april 1878 flyttet til kadetakademiet i Berlin-Lichterfelde.

## Kopi i Berlin
I 1874 blev der foretaget en zinkafstøbning af Istedløven. Denne kopis plint fik påsat en medaljon af Frederik Karl af Preussen, der erstattede de originale medaljoner med danske generaler og ændrede monumentets betydning. Medaljonen med prinsen blev stjålet i 1919. Kopien i Berlin står i Heckeshorn ved Großer Wannsee.

## Tilbageførelse
Efter Tysklands nederlag i 2. verdenskrig blev Istedløven sendt tilbage til Danmark. Den 20. oktober 1945 blev løven modtaget af kong Christian 10. i København ved en ceremoni og herefter placeret i Tøjhusmuseets gård.
I tidens løb har der været mange diskussioner om at få Istedløven tilbage til Flensborg. I 2009 besluttede et næsten enstemmigt flertal i Flensborg Byråd at rette henvendelse til den danske stat med ønsket om at føre Istedløven tilbage til sin oprindelige plads på Flensborg Gamle Kirkegård, hvad den danske stat indvilligede i.
Flensborg Byråd besluttede 18. februar 2010, at Istedløven skulle tilbageføres og igen stå på den gamle kirkegård. Samtidig åbnede man på museet en dansk-tysk udstilling om løvens vej gennem historien.
Den 10. september 2011 vendte Istedløven tilbage til sin oprindelige plads på Flensborg Gamle Kirkegård.
Indvielsesceremonien fandt sted under deltagelse af Hans Kongelige Højhed Prins Joachim.
I april 2020 begik den venstreradikale gruppe Coview graffitihærværk mod Istedløven og mod kirkerne i den indre by.

### Fotos fra tilbageførelsen
- Den tildækkede Istedløve i Flensborg.
- Afsløringen af mindepladen.

## Koordinater
- 54°47′7″N 9°25′46″Ø / 54.78528°N 9.42944°Ø - Placering i Flensborg
- 55°40′24.7″N 12°34′51.5″Ø / 55.673528°N 12.580972°Ø - Placering i København